# Glienicke/Nordbahn
Glienicke/Nordbahn är en kommun och ort (tyska: Gemeinde) i Tyskland, belägen i Landkreis Oberhavel, förbundslandet Brandenburg, intill Berlins norra stadsgräns. Kommuen utgör en till ytan liten tätbebyggd villaförort till Berlin, den tätast befolkade kommunen i Brandenburg, och är huvudsakligen känd för sitt läge intill Berlinmuren 1961-1990.
Orten bör inte förväxlas med flera andra småorter och stadsdelar omkring Berlin med namnet Glienicke; exempelvis Klein Glienicke och Gross Glienicke i Potsdam.

## Geografi
Glienicke ligger omedelbart norr om Berlins stadsgräns.  Tillnamnet an der Nordbahn, officiellt skrivet som Glienicke/Nordbahn, härrör från närheten till den norra stambanan mellan Berlin och Stralsund, den så kallade Berliner Nordbahn.  I söder och väster gränsar orten till stadsdelsområdet Reinickendorf i Berlin , i norr till kommunen Hohen Neuendorf och i öster till Mühlenbecker Land.

## Historia

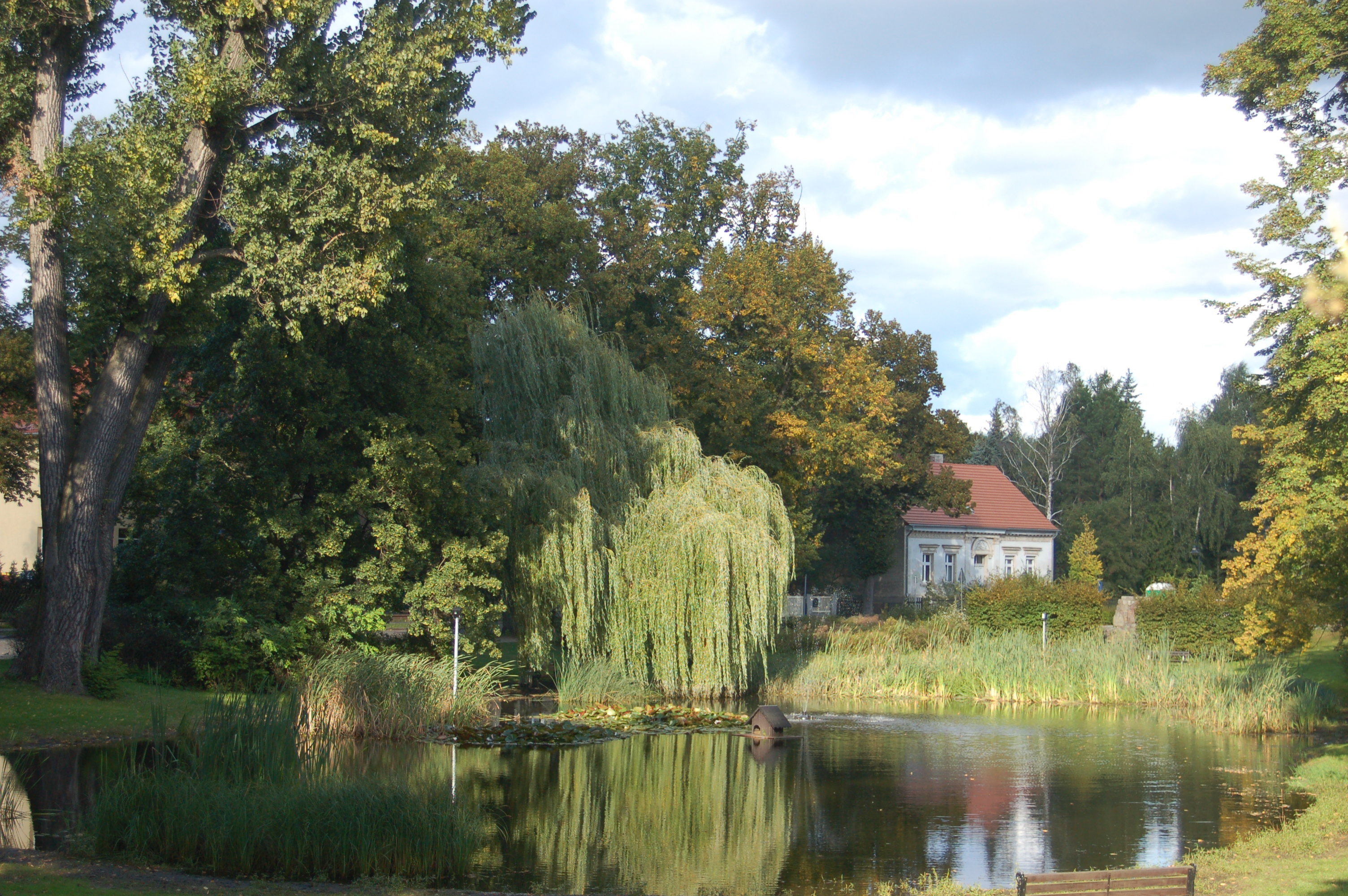
Dammen vid den gamla byn

Ortens historiska kärna är en Angerdorf, en typ av by som är vanligt förekommande i östra Tyskland, med en ögonformad allmänning i mitten av den centrala bygatan. Glienicke omnämns första gången som Glyneck i kurfursten Fredrik I av Brandenburgs registratur år 1412. Orten ödelades helt av trettioåriga kriget och var enligt den samtida tjänstemannen Ulrich Gärtner helt öde 1654.  Först omkring 1670 påbörjades återbefolkningen av byn.  Vid denna tid anlades värdshuset Sandkrug, som omnämns i Theodor Fontanes Wanderungen durch die Mark Brandenburg.  Sandkrug låg vid den nuvarande gränsen mot Berlin och revs i samband med byggandet av Berlinmuren på 1960-talet.
Orten fick sin första kyrka 1704, som senare ersattes med dagens kyrkobyggnad, uppförd 1864-1865.  Efter att järnvägen dragits förbi väster om orten 1877 kom många Berlinbor att uppföra villor i området, som fortfarande vid denna tid endast hade ca 200 invånare och sågs som en lantlig idyll.  Fram till 1934 steg befolkningen till knappt 4 000 invånare.

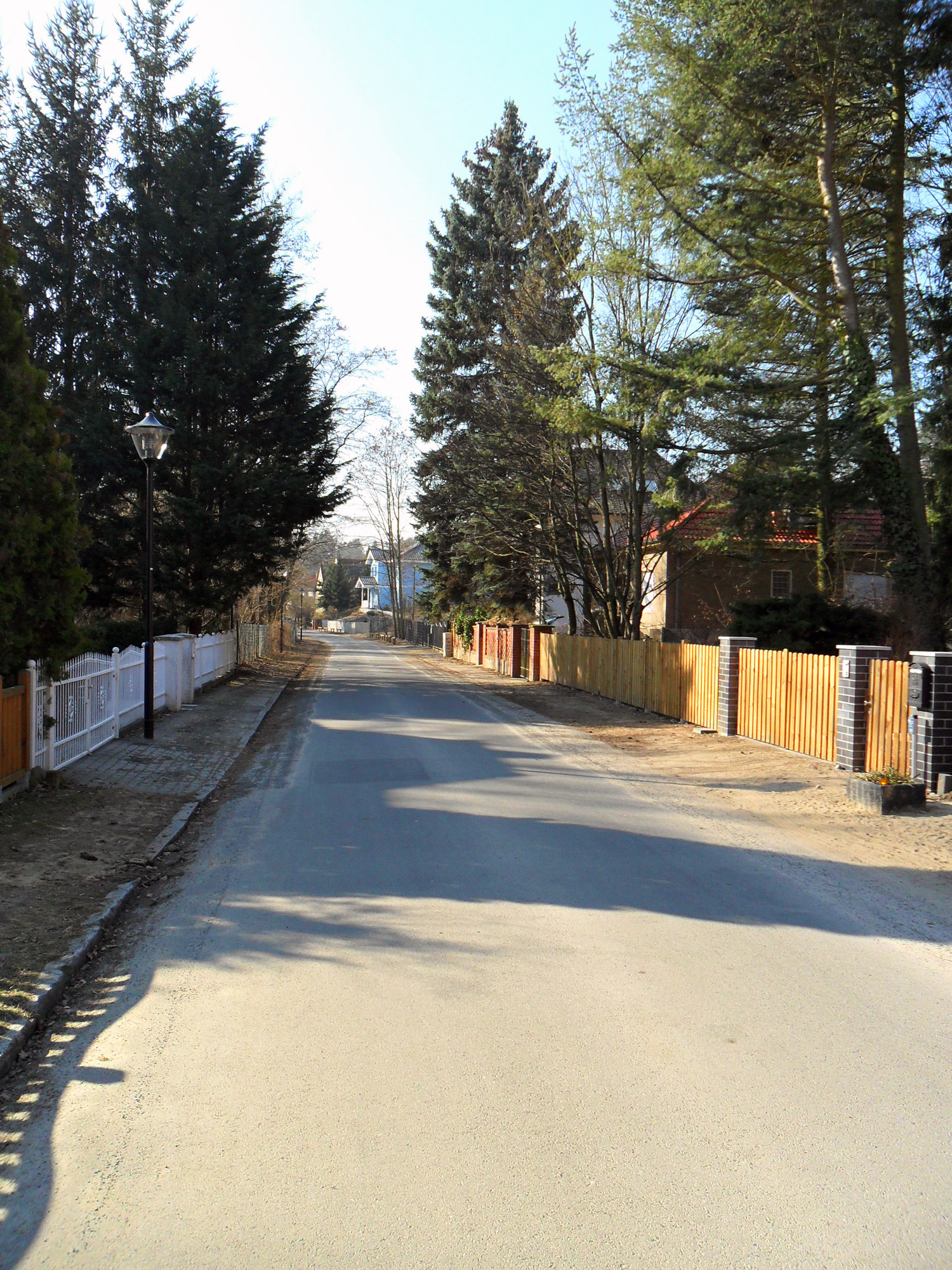
Gatan Am Sandkrug, den så kallade "Anknäbben" vid Berlinmuren.

Glienickes tillväxt stagnerade under andra världskriget och Östtyskland.  Orten låg från 1961 direkt intill Berlinmuren, som gick rakt genom villabebyggelsen på gränsen mot Västberlin.  En av ortens villagator sträckte sig långt in i Västberlin och var på tre sidor omgiven av muren, och gatan kallades på grund av sin form på kartan "Anknäbben" (Entenschnabel).  Förhandlingar om utbyte av denna mark för att räta ut gränsen inleddes under DDR-epoken men slutfördes aldrig, då det stora antalet boende vid gränsen komplicerade markutbytesfrågan.
Tre tunnlar under Berlinmuren byggdes under DDR-epoken, genom vilka flera tiotals personer lyckades fly till Västberlin.
Efter Berlinmurens fall 1989 och Tysklands återförening 1990 avslogs i en folkomröstning 1991 ett förslag om att slå samman orten med stadsdelsområdet Reinickendorf i Västberlin.  Sedan 1990 har ortens befolkning mer än fördubblats till följd av det gynnsamma läget nära Berlin och omfattande nybyggnation av villor.

## Befolkning
| År   | Invånare |
| ---- | -------- |
| 1875 | 201      |
| 1890 | 251      |
| 1910 | 912      |
| 1925 | 1 823    |
| 1933 | 3 713    |
| 1939 | 5 187    |
| 1946 | 5 232    |
| 1950 | 5 392    |
| 1964 | 4 997    |
| 1971 | 4 930    |

| År   | Invånare |
| ---- | -------- |
| 1981 | 4 774    |
| 1985 | 4 768    |
| 1989 | 4 483    |
| 1990 | 4 407    |
| 1991 | 4 370    |
| 1992 | 4 327    |
| 1993 | 4 365    |
| 1994 | 4 515    |
| 1995 | 4 641    |
| 1996 | 4 965    |

| År   | Invånare |
| ---- | -------- |
| 1997 | 5 338    |
| 1998 | 5 943    |
| 1999 | 6 947    |
| 2000 | 7 709    |
| 2001 | 8 324    |
| 2002 | 8 714    |
| 2003 | 8 929    |
| 2004 | 9 140    |
| 2005 | 9 597    |
| 2006 | 9 879    |

| År   | Invånare |
| ---- | -------- |
| 2007 | 10 270   |
| 2008 | 10 461   |
| 2009 | 10 774   |
| 2010 | 11 005   |
| 2011 | 11 085   |
| 2012 | 11 357   |
| 2013 | 11 667   |
| 2014 | 11 942   |
| 2015 | 12 155   |
| 2016 | 12 159   |

| År   | Invånare |
| ---- | -------- |
| 2017 | 12 227   |
| 2018 | 12 218   |
| 2019 | 12 358   |
| 2020 | 12 430   |

## Kommunikationer
Trots sitt järnvägsrelaterade namn har orten ingen egen station.  Närmsta station för Berlins pendeltåg befinner sig i Hermsdorf i Berlin, dit regelbunden busstrafik går.  Bussförbindelse finns även i riktning mot Pankow och Hennigsdorf.
I nord-sydlig riktning genom orten löper Bundesstrasse 96, genom Glienicke benämnd Berliner Strasse.

## Kända ortsbor
- Gustav Bauer (1870-1944), socialdemokratisk politiker, ministerpresident och Tysklands rikskansler under Weimarrepubliken (1919-1920), bodde i orten 1940-1944 och ligger begravd på ortens kyrkogård.
- Uwe Barschel (1944-1987), ministerpresident i Schleswig-Holstein 1982-1987.
- Adolf von Trotha (1868–1940), amiral i den tyska kejserliga flottan och Kriegsmarine.